# 任官辞退
任官辞退（にんかんじたい）とは、任官を辞退すること。任官拒否とも呼ばれる。

## 概要
公務員を養成する学校を卒業した際に官職に任官が想定される人事構造で、卒業した者が任官を辞退することを指す。特に幹部自衛官養成学校である防衛大学校で用いられることが多い。
防衛大学校や防衛医科大学校、海上保安大学校では学費が免除される他、学生手当と期末手当が支給される。だが、防衛大学校や海上保安大学校は卒業後に任官された後の勤務義務が定められていないため、たとえ辞退しても国に償還金を納める義務はない。一方で防衛医科大学校の卒業生については、自衛隊法第99条により卒業後に任官された後に医学科は9年間、看護科は6年間の勤務義務がそれぞれ定められており、一部例外を除いて途中で離職する場合は勤続年限に応じて償還金が課せられる。
省庁大学校は1990年度までは卒業しても「学士」の資格は得られなかったが、一部の省庁大学校について1991年度からは文部省の学位授与機構を通じて学位が授与されるようになった。

### 防衛大学校
防衛大学校では1期生が卒業した1957年から10年間ほどはほとんどなかった。1974年から任官辞退は2桁を超え始めた。
バブル景気期には任官辞退者が続出して1987年には30人、1990年は59人を記録し、バブル景気最終年の1991年は歴代最高の94人を記録した。
2008年9月に発生したリーマン・ショック後は一時的に任官辞退者が減ったものの、2013年度以降は就職売り手市場を反映し、再び増加傾向に転じ、2015年度（平成27年度）に任官辞退の意向を示しているのは47名で、過去4番目に高い値となった。2017年3月21日に挙行された平成28年度卒業式における任官辞退者は32名であった。2019年3月にも49名の任官辞退者が出ている。2022年3月22日には本科卒業生479人のうち、15%にあたる72名が辞退し、過去2番目に高い値となった。
一方で、任官はするものの各幹部候補生学校への非入学という形で自衛官を勤続せずに退職する例もまま見られるとされる。
任官辞退の理由として「他業種への就職希望」「一般の大学院進学」「家庭の事情」が挙げられる。
任官辞退は問題視されているが、自衛官の服務の宣誓を行う前であり、人事計画に含めなくてもよいことから、組織としては大きな損失ではないという見方もある。入校辞退では計画に狂いが生じるなどの影響があるため、任官辞退のほうが影響が少ない。かつては入校辞退者にも退職金が支給されていたが、1989年に防衛庁給与法が改訂され、入校辞退者や入校後半年未満で退職する者には退職金は支払われなくなった。
防衛大学校の創設当初は任官辞退者の卒業式への出席を認めない慣例であったが、第4代防衛大学校校長の土田國保の意向により1979年に分離方式を取りやめ、任官辞退者も卒業式に出席できるようになった。第2次安倍内閣になった2014年から任官辞退者の卒業式出席を認めず、任官する卒業生と卒業式を分離した。第2次岸田内閣になった2023年から再び任官辞退者も卒業式に出席できるようになった。

#### 学費返還に向けての動き
創設以来、防衛医科大学校にあるような卒業後一定の年限を経ずに退官した者に対する学費返還制度を設けていなかったが、2011年（平成23年）9月、防衛大臣の指示に基づき「防衛大学校改革に関する検討委員会」が設置され、計8回の審議の後、2011年6月、償還金制度導入を含む報告書がまとめられた。その後の2012年（平成24年）1月、防衛省は同制度を盛り込んだ自衛隊法の改正法案を第180回国会に提出したが、衆議院で審議未了、廃案となった。同法案では、学費返還の対象は平成26年度（2014年4月）の入校生からとしており、最大の徴収額は卒業時の任官辞退者で国公立大学4年在学間の授業料と入学金に相当する約250万円を、卒業後6年以内に退官する場合も在職月数に応じて減じた額を徴収するとしていた。
この制度は、平成28年度（2016年4月）以降の入学者が任官辞退または卒業後6年以内に退官した場合に適用される予定であった。2012年11月以降、本科学生を対象とした償還金制度導入を含む自衛隊法の改正法案は提出されていない。

### 防衛大学校以外
防衛大学校以外では任官辞退が注目されることはほとんどない。
1994年2月には海上保安大学校で任官辞退をする卒業生について「数年に一人いるかいないかぐらい」という海上保安大学校の回答が報じられた。